# Kondrackie Rówienki
Kondrackie Rówienki – rówień w dolnej części Doliny Kondratowej w polskich Tatrach, tuż powyżej Wywierzyska Bystrej, z którego wypływa Goryczkowy Potok. Jest to niewielka i zarastająca polana. Nie prowadzi przez nią żaden szlak turystyki pieszej, ale zimą nartostrada. Z rzadkich w Karpatach roślin rośnie tutaj bagno zwyczajne.
Kondrackie Rówienki stały się punktem spornym między Tatrzańskim Parkiem Narodowym a władzami Zakopanego, które w 2002 r. przedstawiły plan zagospodarowania Doliny Goryczkowej (tzw. plan „Zakopane-Trzy Doliny”). W planie tym Kondrackie Rówienki stałyby się centrum narciarstwa na dobrym, europejskim poziomie. Miałaby być tutaj przeniesiona z Wyżniej Goryczkowej Równi dolna stacja krzesełkowej kolejki Goryczkowej, wybudowane inne jeszcze kolejki gondolowe, kompleks gastronomiczny oraz poszerzona i sztucznie naśnieżana nartostrada z Kasprowego Wierchu do ronda Kuźnickiego. W planach było nawet wykonanie tunelu do słowackiej Doliny Cichej. Dyrekcja TPN nie wyraziła na to zgody, argumentując, że byłoby to niszczenie przyrody całych okolic Kasprowego Wierchu na wielką skalę (wycięcie lasu, przerwanie szlaków wędrówek zwierząt przez sztucznie naśnieżaną i oświetloną nartostradę, płoszenie zwierząt itd.). Projekt ten nie został również poparty przez ówczesnego ministra ochrony środowiska.

## Nartostrada
– jednokierunkowa nartostrada od dolnej stacji wyciągu Goryczkowego przez Kondrackie Rówienki, wzdłuż potoku Bystra do Kuźnic.